# Samuel Zyman
Samuel Zyman (* 21. Juni 1956 in Mexiko-Stadt) ist ein mexikanischer Komponist und Musikpädagoge.

## Leben und Wirken
Zyman studierte Musik mit den Schwerpunkten Klavier, Dirigieren und Komposition am Konservatorium von Mexiko-Stadt, wo u. a. María Teresa Castrillón und Francisco Savín seine Lehrer waren. Privat studierte er Harmonielehre und Kontrapunkt bei Humberto Hernández Medrano und Klavier bei Juan José Calatayud und Héctor Jaramillo. Nach dem Masterabschluss an der Nationalen Autonomen Universität von Mexiko setzte er seine Ausbildung bei Stanley Wolfe, Roger Sessions und David Diamond an der Juilliard School fort, wo er promovierte und ab 1987 als Professor für Musiktheorie und -analyse wirkte.
Seine Kompositionen, darunter zwei Sinfonien und andere Orchesterwerke, mehrere Instrumentalkonzerte, Liedzyklen und Kammermusik wurden in den USA, Kanada und Mexiko, in Europa und Südamerika aufgeführt. Seine Filmmusik zu Salvador Carrascos Film La otra conquista (1998) wurde von Placido Domingo und der Academy of Saint Martin in the Fields interpretiert.

## Werke
- 2 Sinfonien
- Flötenkonzert
- Klavierkonzert
- Cellokonzert
- Harfenkonzert
- Triplekonzert
- Orchesterkonzert
- Streichquartett
- Klaviertrios
- 6 Solowerke für Klavier
- 3 Solowerke für Gitarre
- Musik für Chor/Solostimme und Orchester
- Lieder mit Klavier- oder Gitarrenbegleitung